# Martina Dubovská
Martina Dubovská (ur. 27 lutego 1992 w Trzyńcu) – czeska narciarka alpejska, trzykrotna olimpijka z lat 2014, 2018 i 2022.

## Życie prywatne
Córka Słowaka i Czeszki. Mieszka w Liptowskim Mikułaszu na Słowacji. W niższych kategoriach wiekowych reprezentowała Słowację. Od 16. roku życia reprezentuje Czechy.

## Wyniki
| Impreza                     | Rok  | Gospodarz              | slalom | slalom gigant | drużynowo |
| --------------------------- | ---- | ---------------------- | ------ | ------------- | --------- |
| Igrzyska olimpijskie        | 2014 | Soczi                  | 22     | DNF           | —         |
| Igrzyska olimpijskie        | 2018 | Pjongczang             | 29     | DNF           | 9         |
| Igrzyska olimpijskie        | 2022 | Pekin                  | 13     | —             | —         |
| Mistrzostwa świata          | 2011 | Garmisch-Partenkirchen | DNF    | 54            | —         |
| Mistrzostwa świata          | 2013 | Schladming             | 35     | 39            | —         |
| Mistrzostwa świata          | 2015 | Vail, Beaver Creek     | DNS    | —             | —         |
| Mistrzostwa świata          | 2017 | Sankt Moritz           | 32     | DNF           | 9         |
| Mistrzostwa świata          | 2019 | Åre                    | DNS    | —             | 9         |
| Mistrzostwa świata juniorów | 2009 | Garmisch-Partenkirchen | 45     | —             | —         |
| Mistrzostwa świata juniorów | 2010 | Mont Blanc             | 44     | 75            | —         |
| Mistrzostwa świata juniorów | 2011 | Crans-Montana          | DNF    | 31            | —         |
| Mistrzostwa świata juniorów | 2012 | Roccaraso              | DSQ    | 40            | —         |
| Mistrzostwa świata juniorów | 2013 | Québec                 | 11     | 22            | —         |